# Hermann Thaler
Hermann Thaler (* 11. November 1950 in Deutschnofen) ist ein italienischer Politiker aus Südtirol.
Thaler war beruflich zunächst als Angestellter im Südtiroler Bauernbund tätig und fungierte später als Geschäftsführer des Südtiroler Landesjagdverbands sowie des Haflinger-Zuchtverbands. Für die Brauerei Forst arbeitete er als Vertriebsdirektor. Außerdem war er Organisationspräsident des Oswald-von-Wolkenstein-Ritts.
Politisch ist Thaler seit 1979 in der Südtiroler Volkspartei engagiert. 1985 wurde er zum Ortsobmann seines Wohnorts Völs am Schlern gewählt, 1997 zum Obmann des SVP-Bezirks Bozen Stadt und Land. 1998 konnte er ein Mandat für den Südtiroler Landtag und damit gleichzeitig den Regionalrat Trentino-Südtirol erringen. Im Landtag fungierte er von 1998 bis 2001 als Präsident, in der zweiten Hälfte der Legislaturperiode bis 2003 als Vizepräsident.
Bei den Landtagswahlen 2003 verpasste Thaler knapp die Wiederwahl, hatte aber dennoch von 2005, als er für den zum Bürgermeister von Brixen gewählten Albert Pürgstaller nachrücken konnte, bis 2008 ein Landtagsmandat inne.